# Hans Schwarz

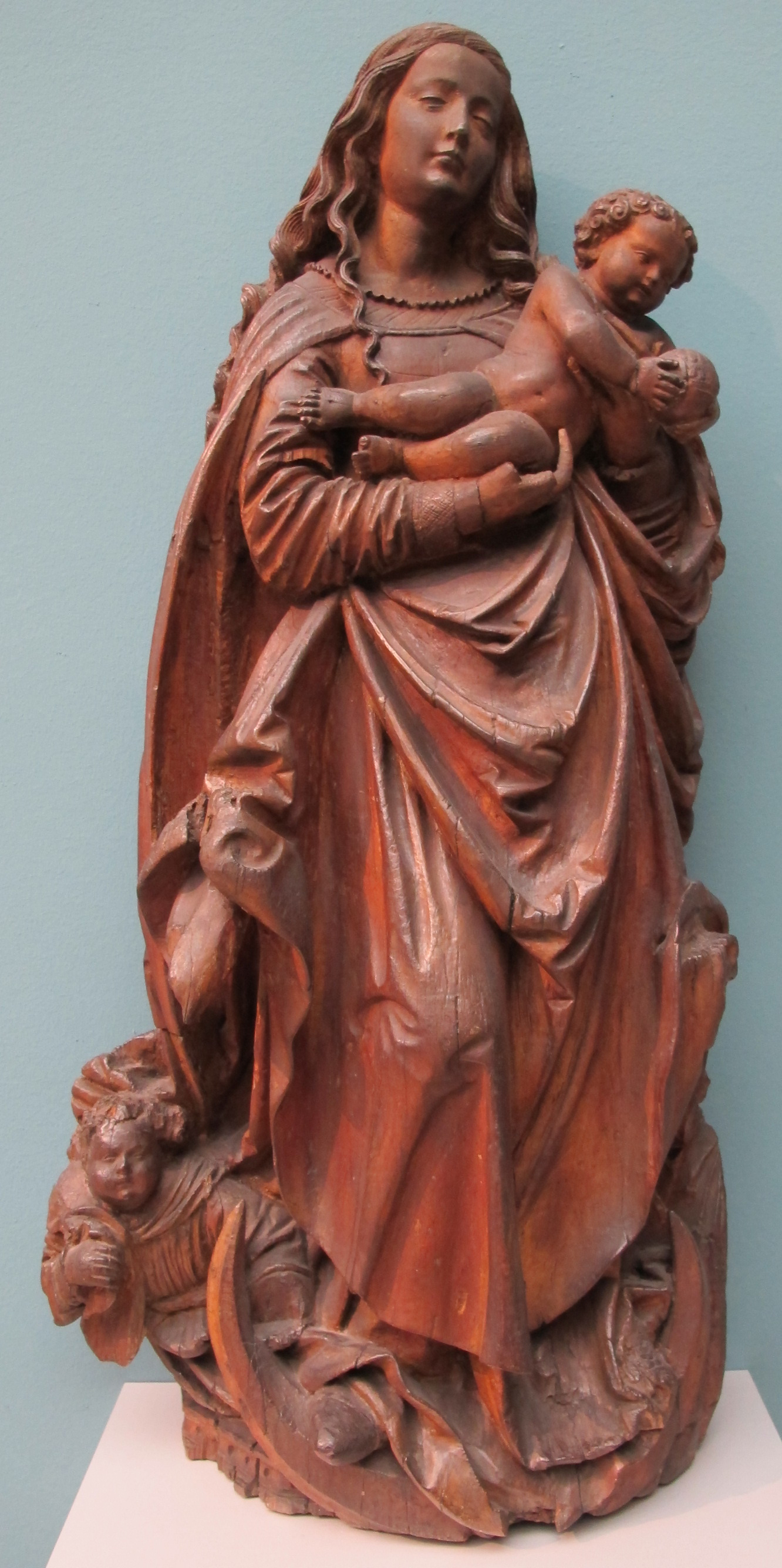
Hans Schwarz, Madona s dítětem, Norimberk, kolem 1520

Hans Schwarz, také Schwartz (kolem 1492 Augsburg, kolem 1550 (?)) byl německý renesanční medailér, řezbář a sochař miniatur, který pracoval v Augsburgu, v Norimberku a cestoval za prací po Evropě.

## Život

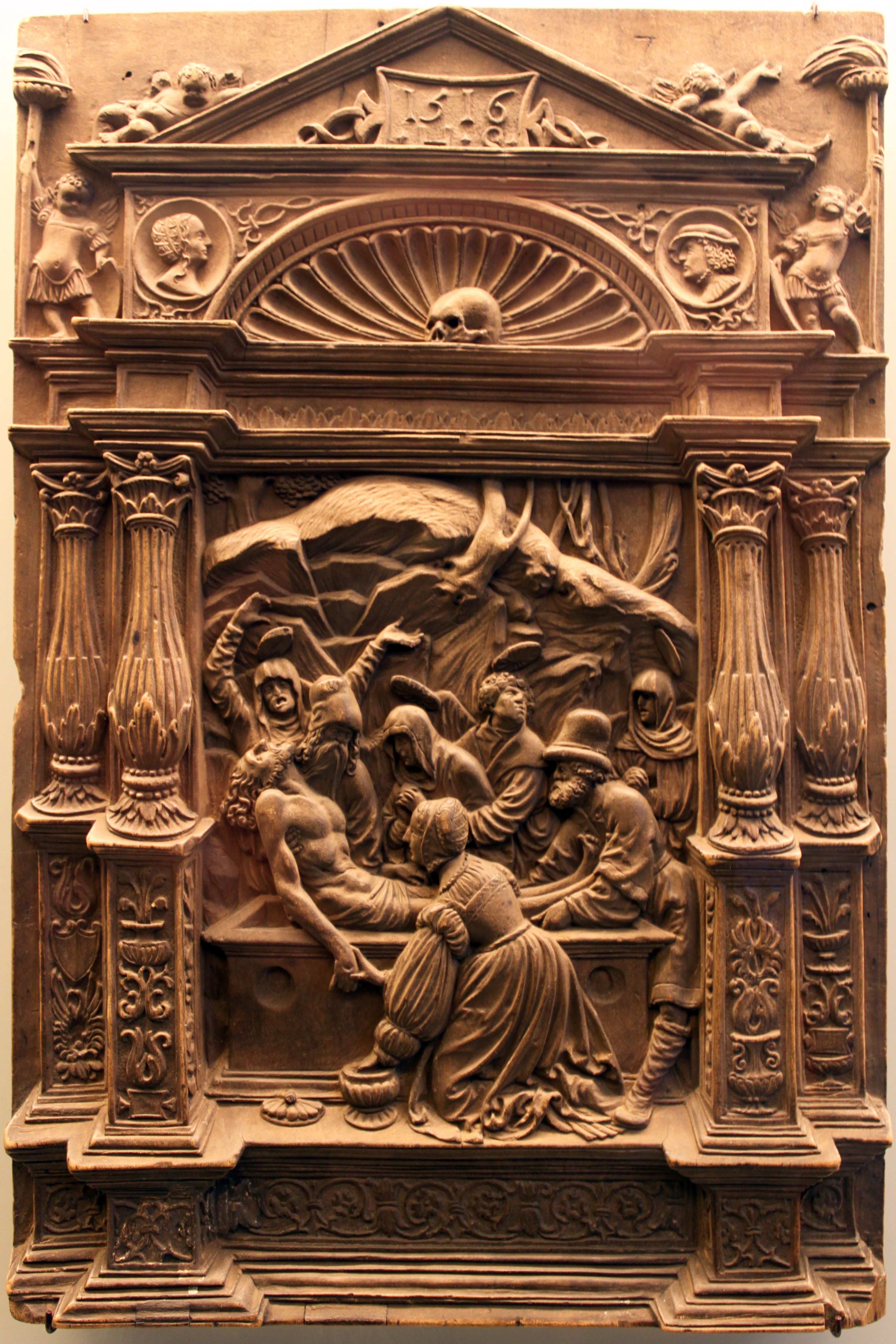
Ukládání Krista do hrobu, 1516

Pocházel z vážené rodiny Ulricha III. Schwarze v Augsburgu, kde byl jeho dědeček starostou a kde i Hans strávil velkou část života. Jeho nejstarší dílo - medaile je datována rokem 1509. Za jediný rok 1518, kdy se konal říšský sněm, zhotovil 25 portrétních medailí významných osobností politického a hospodářského života, které do Augsburgu k této události přijely, mj. španělského krále Karla V. (toho portrétoval celkem třikrát) nebo bankéře Jakoba Fuggera. Přátelil se s Hansem Holbeinem mladším, který portrétoval Schwarzovu manželku Kateřinu jako světici.. Schwarz zase vyřezal medailon Dívka a smrt podle Holbeinovy předlohy.
V letech 1515–1518 byl v Augsburgu zapsán mezi dlužníky. V letech 1519 až 1520 pracoval v Norimberku. Z města byl vykázán pro spor s císařskou městskou radou. Po pobytech ve Wormsu, a Heidelbergu se dočasně vrátil do Norimberka, ale brzy odcestoval do zahraničí: objevil se v Polsku, u dánského soudu a roku 1532 v Paříži vytvořil medaili pro dvorního malíře Jeana Cloueta. Dále portrétoval nizozemského malíře Jana Gossaerta zvaného Mabuse; jeho medaili signoval latinsky IO(ANNES) NIGRO.
Další desetiletí jeho pobytů dosud nebyla zmapována. Zemřel kolem roku 1550, neznámo kde.

## Dílo
Jeho dílo je doloženo lépe díky tomu, že své práce signoval iniciálami svého jména HS ve spřežce. Specializoval se na portrétní medaile, kterých bylo zatím napočítáno 175, a na zlatnické modely (například cyklus reliéfů Apoštolové), které řezal v zimostrázovém, lipovém nebo hruškovém dřevě, zatímco Italové je tvořili zásadně z vosku. Proto mají jeho portréty ostře řezané rysy s přesnými detaily a byly oceňovány jako realistické. Nevyhýbal se ani dalším figurálním námětům, zejména biblickým; z velkoformátových soch se však dochovala jen jediná madona. Jeho práce sloužily také jako vzor pro modeléry kachlů a hrnčíře.

## Galerie

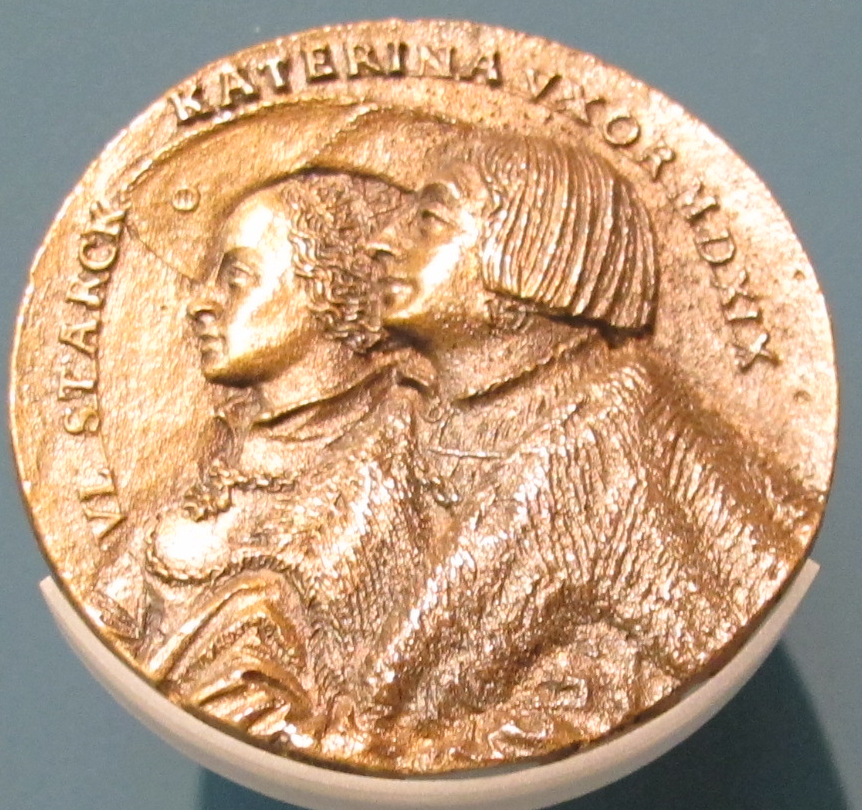
Ulrich a Kateřina Starckovi, 1509
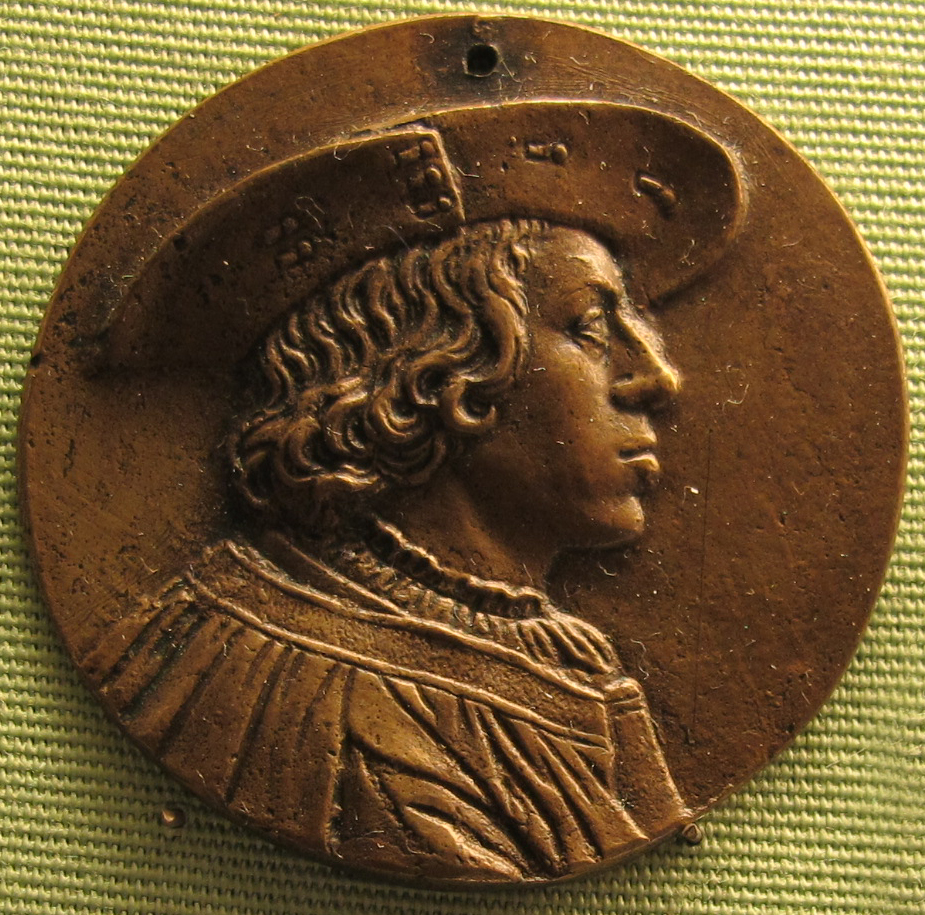
Neznámý muž, asi 1520
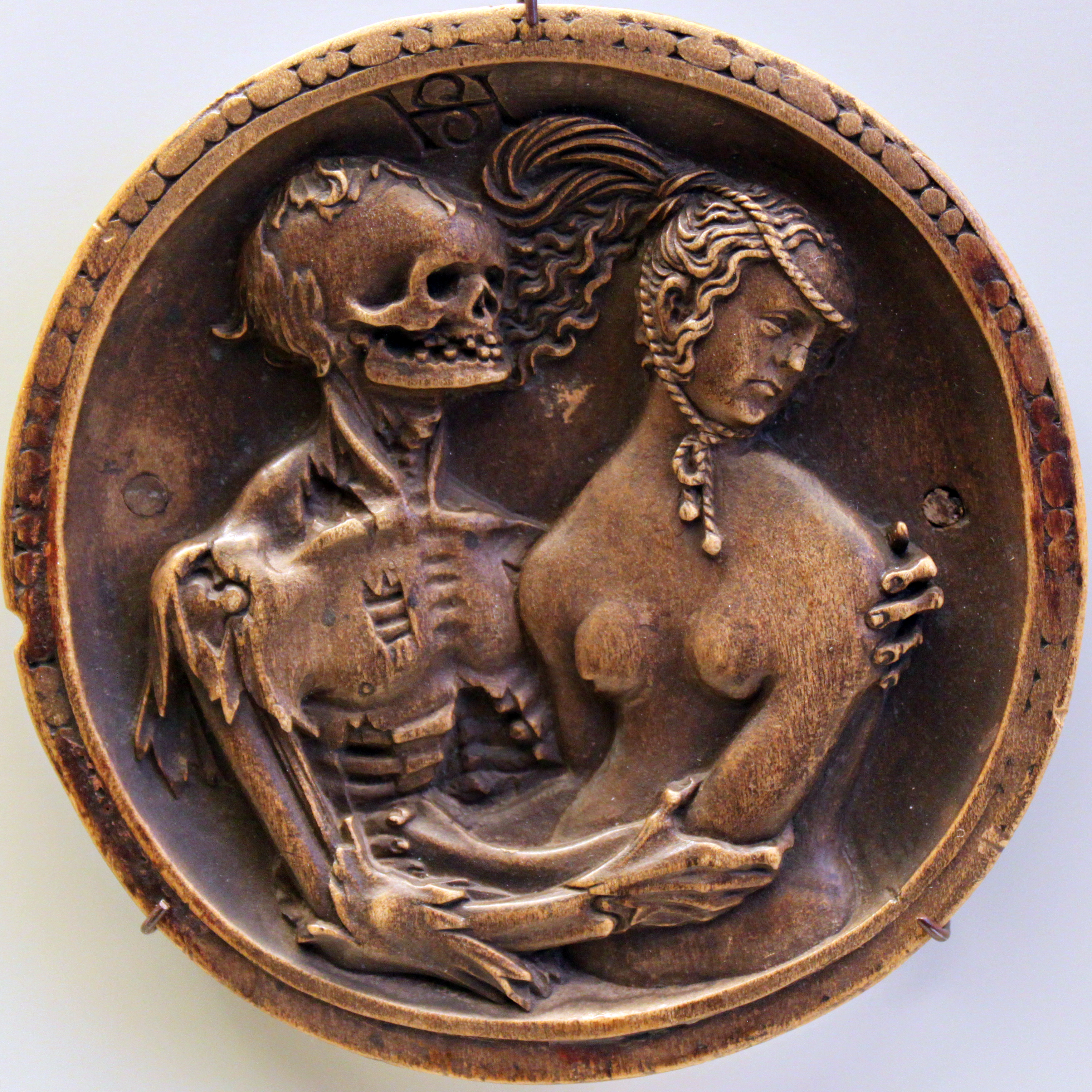
Dívka a Smrt, asi 1520
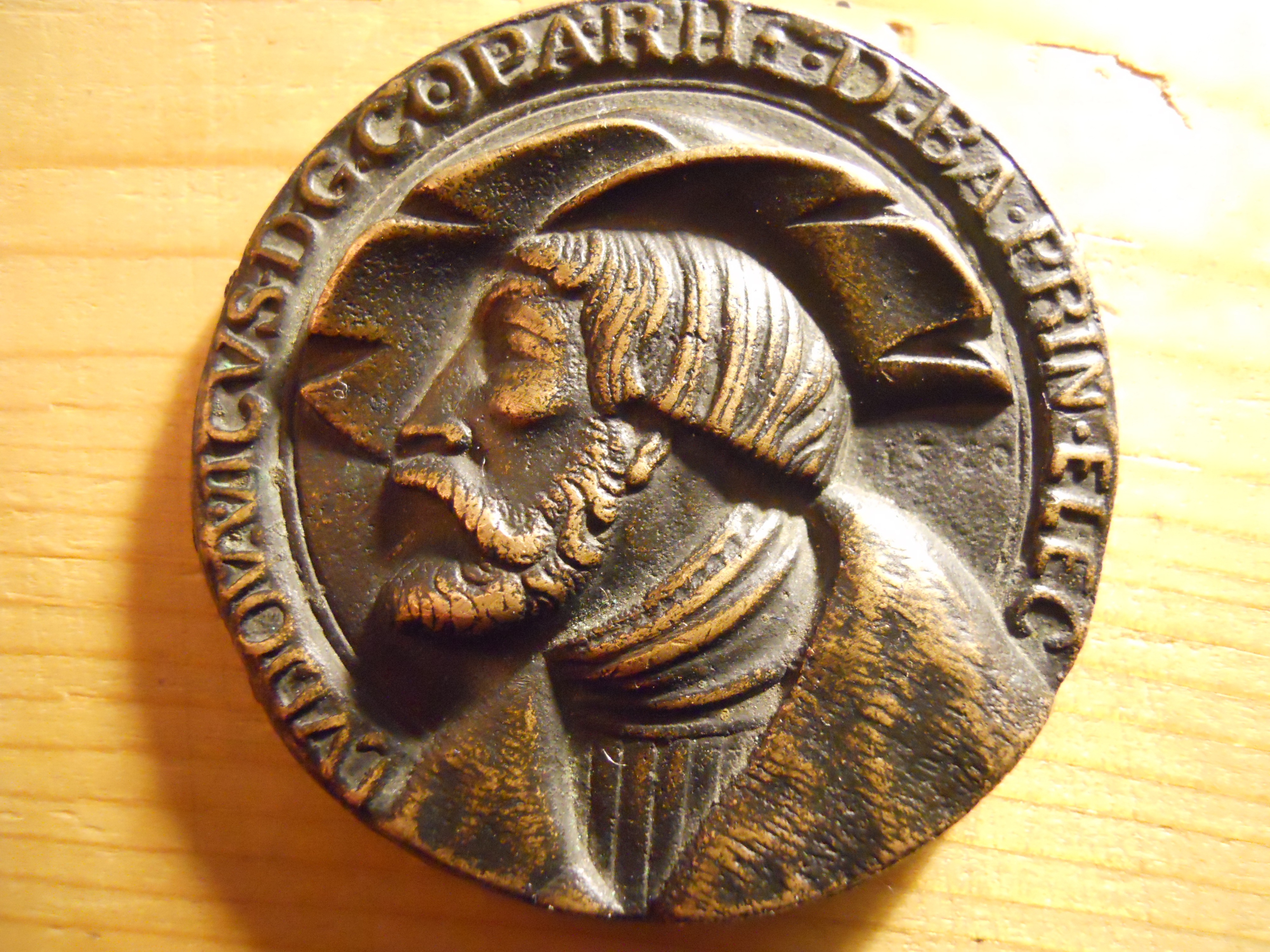
Ludwig von der Pfalz
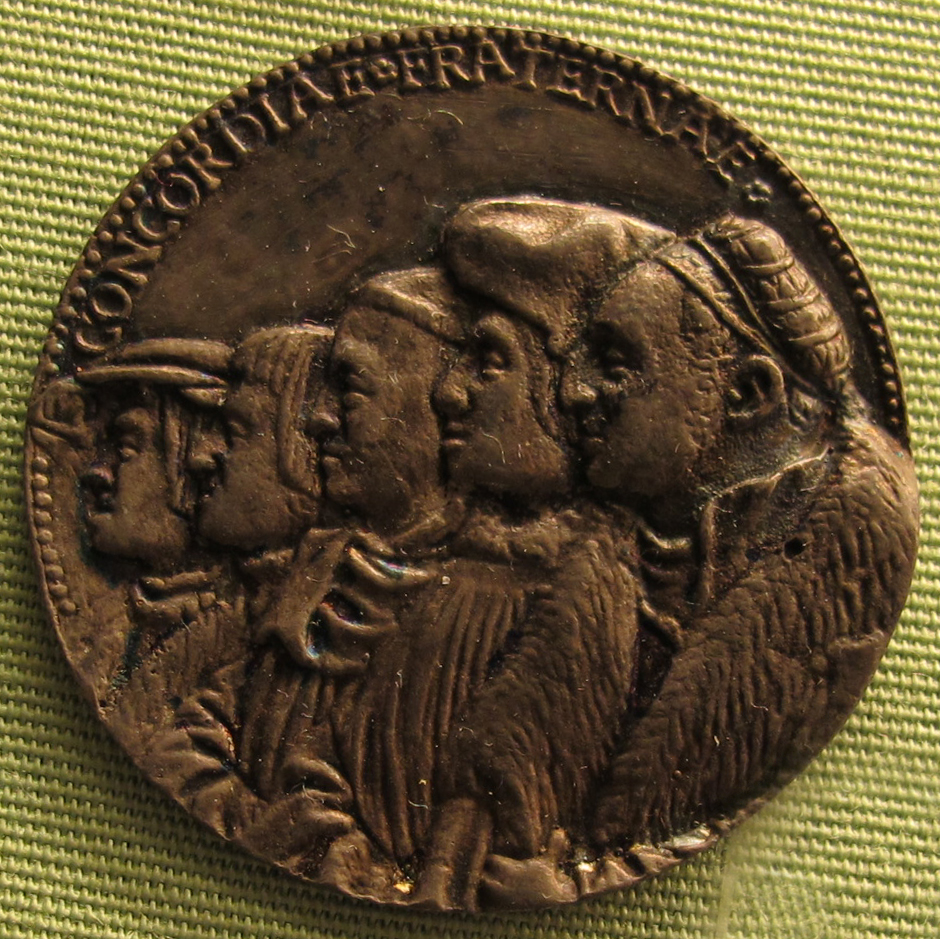
Pět bratrů Pfintzingů, 1519
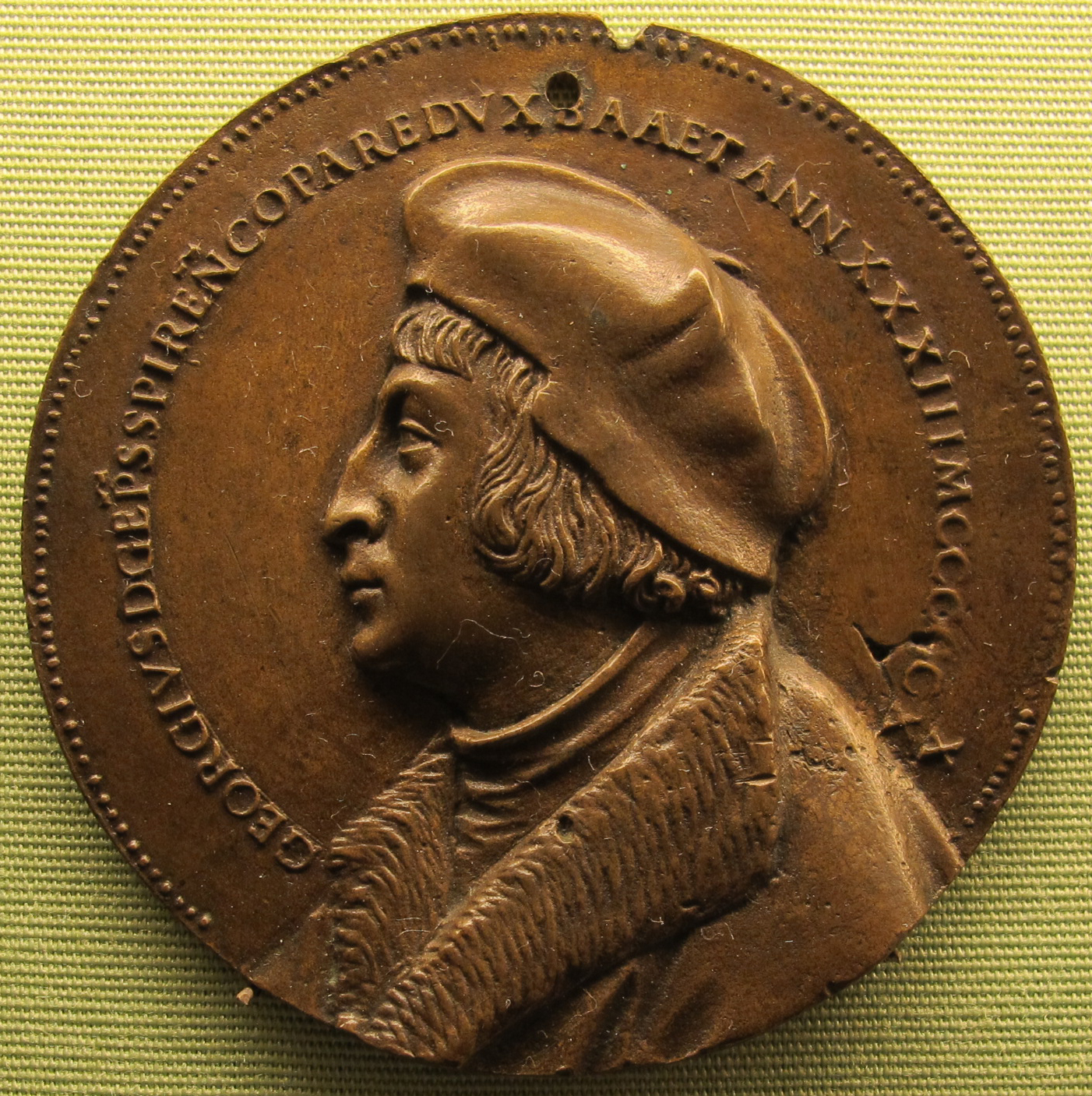
Georg biskup špýrský, asi 1520
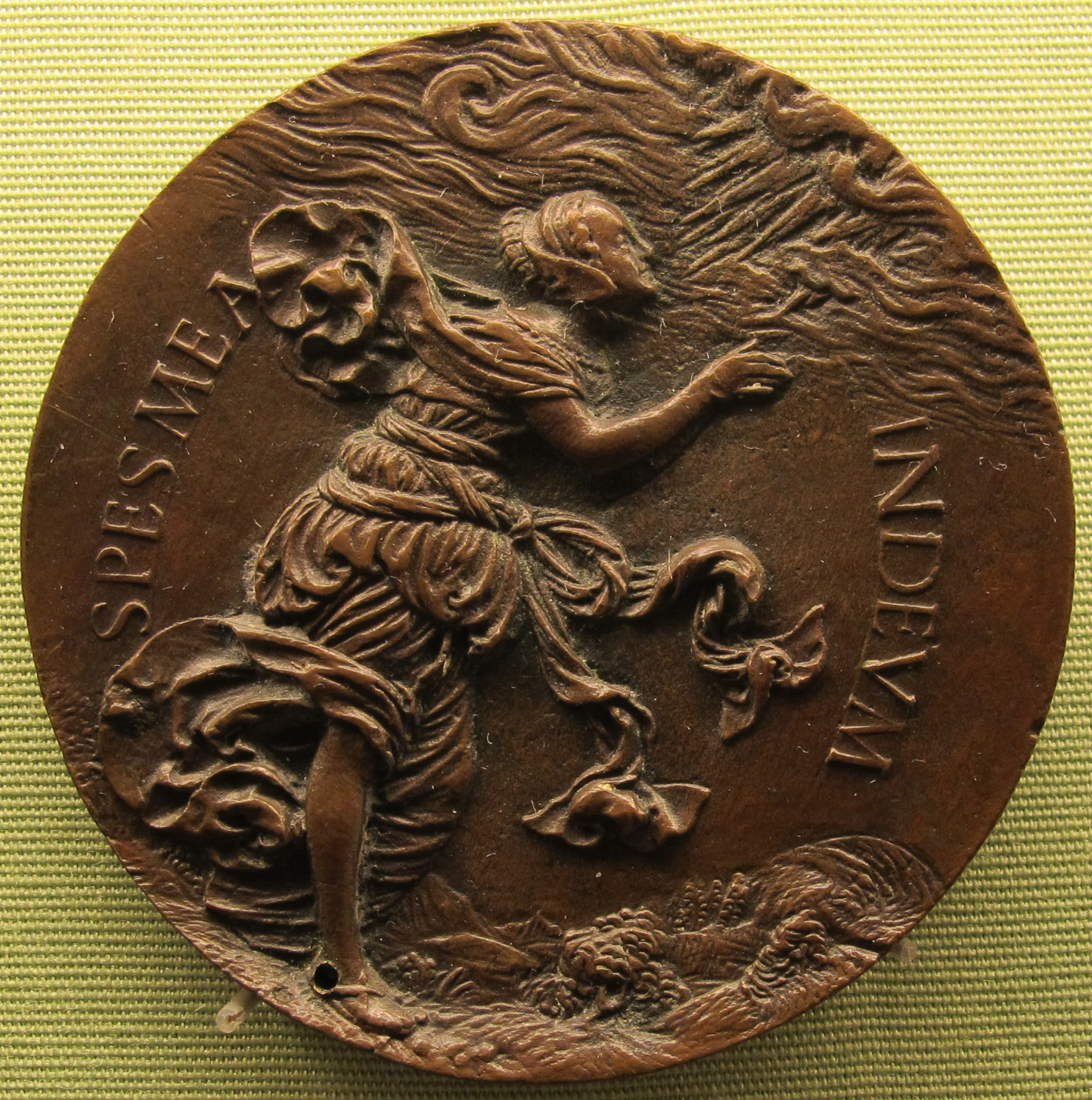
Georg biskup špýrský (revers)
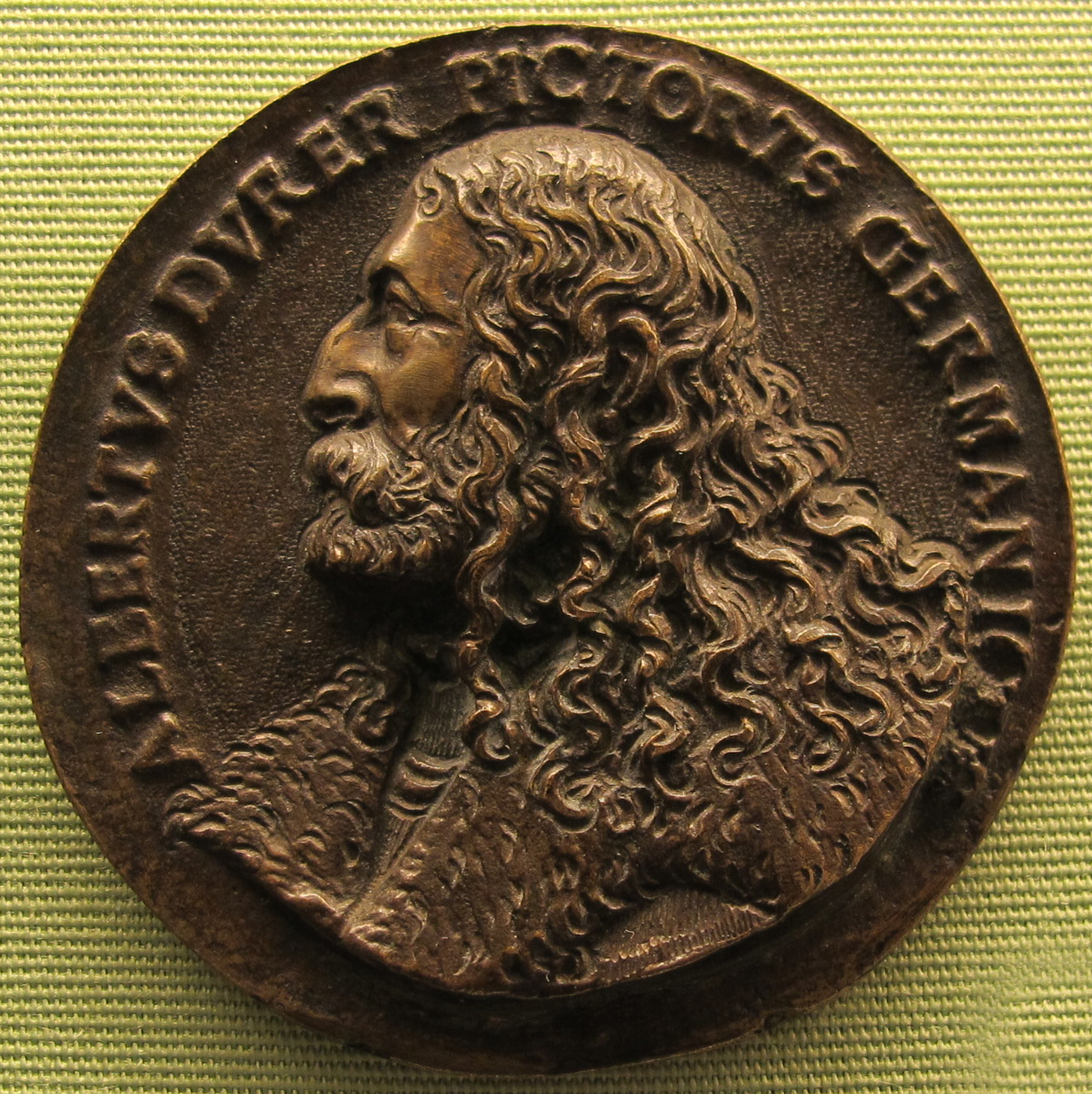
Albrecht Dürer, 1520
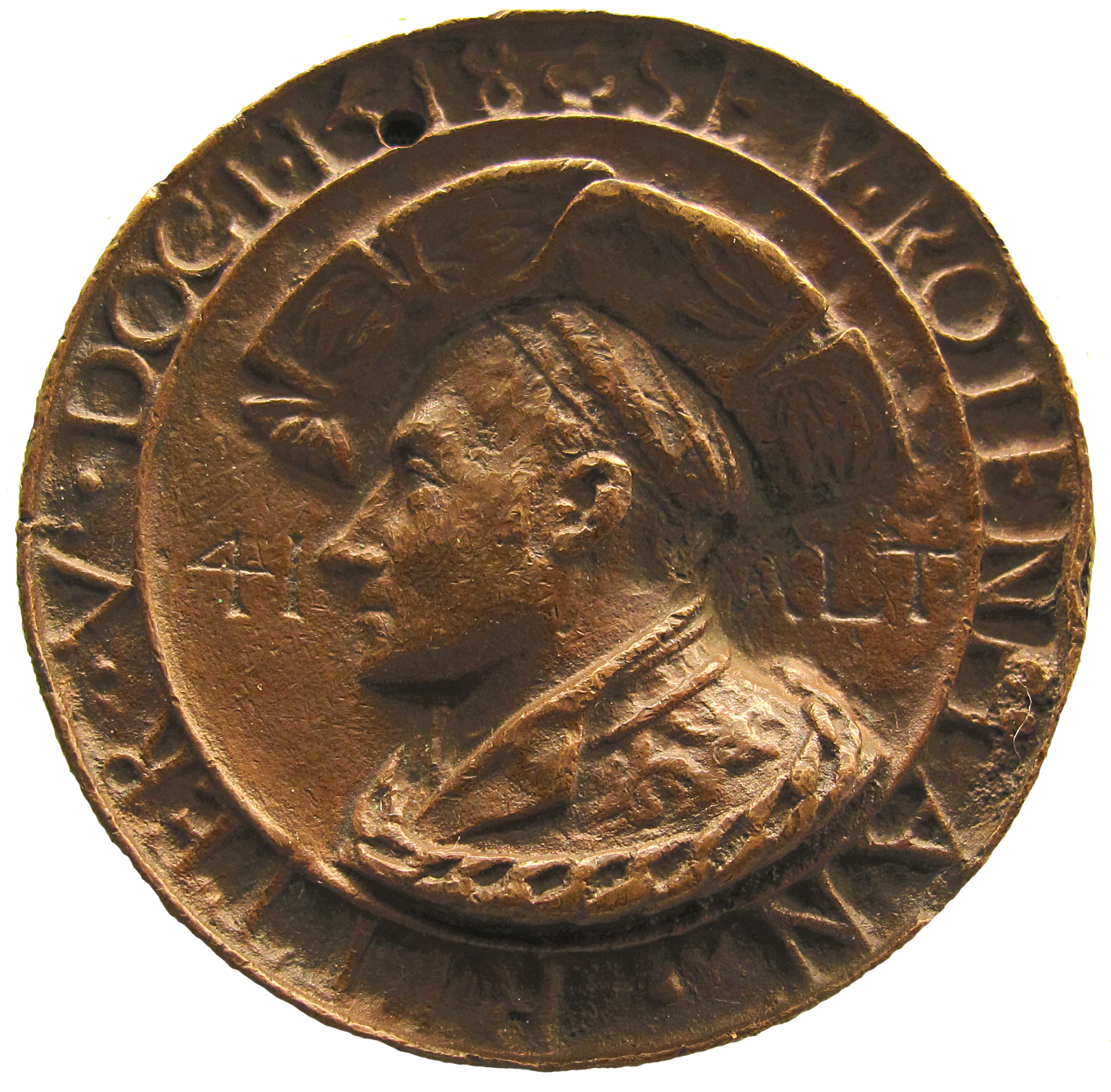
Sebastian von Rotenhan
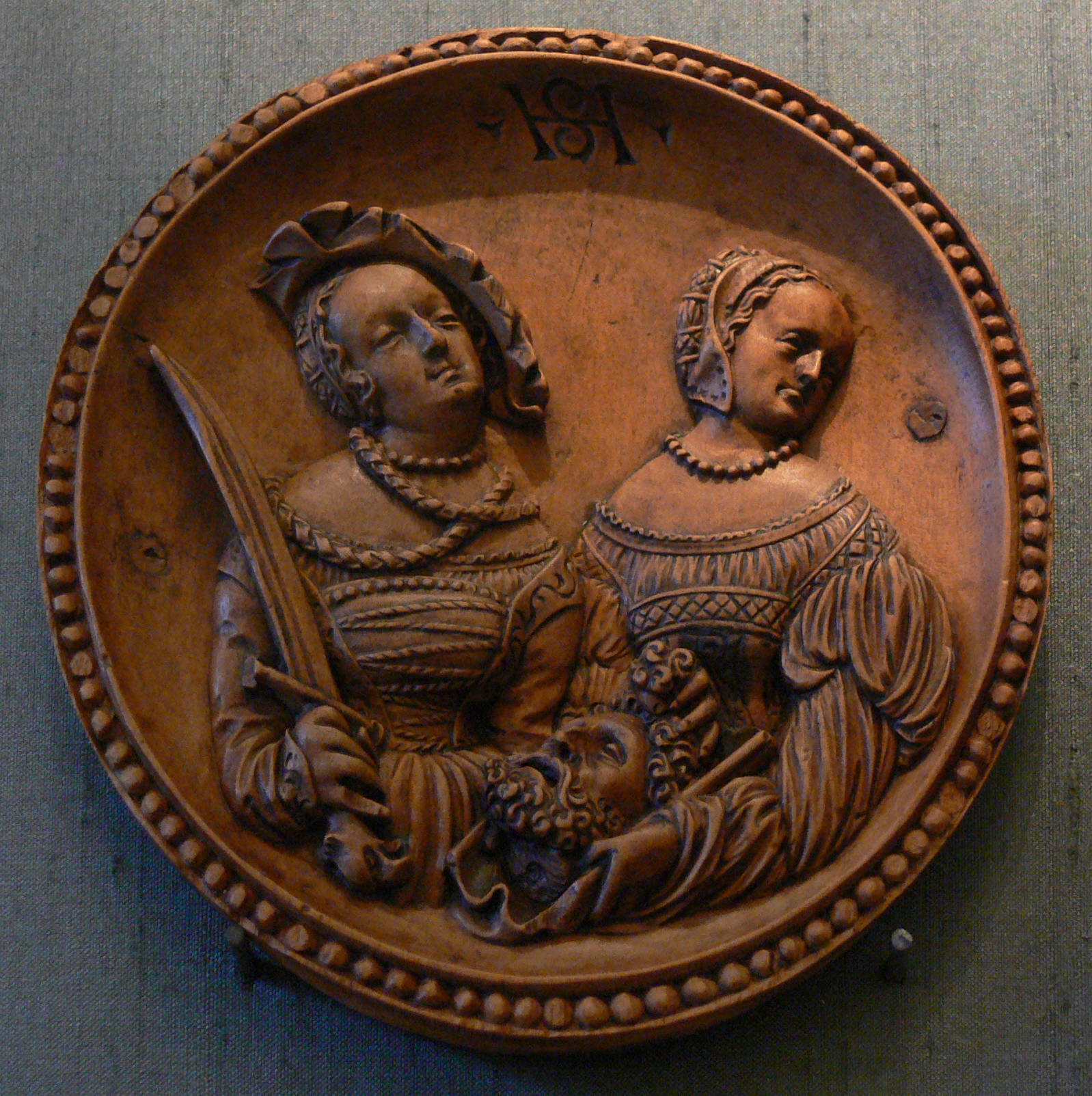
Judita se služkou a hlavou Holofernovou, asi 1520
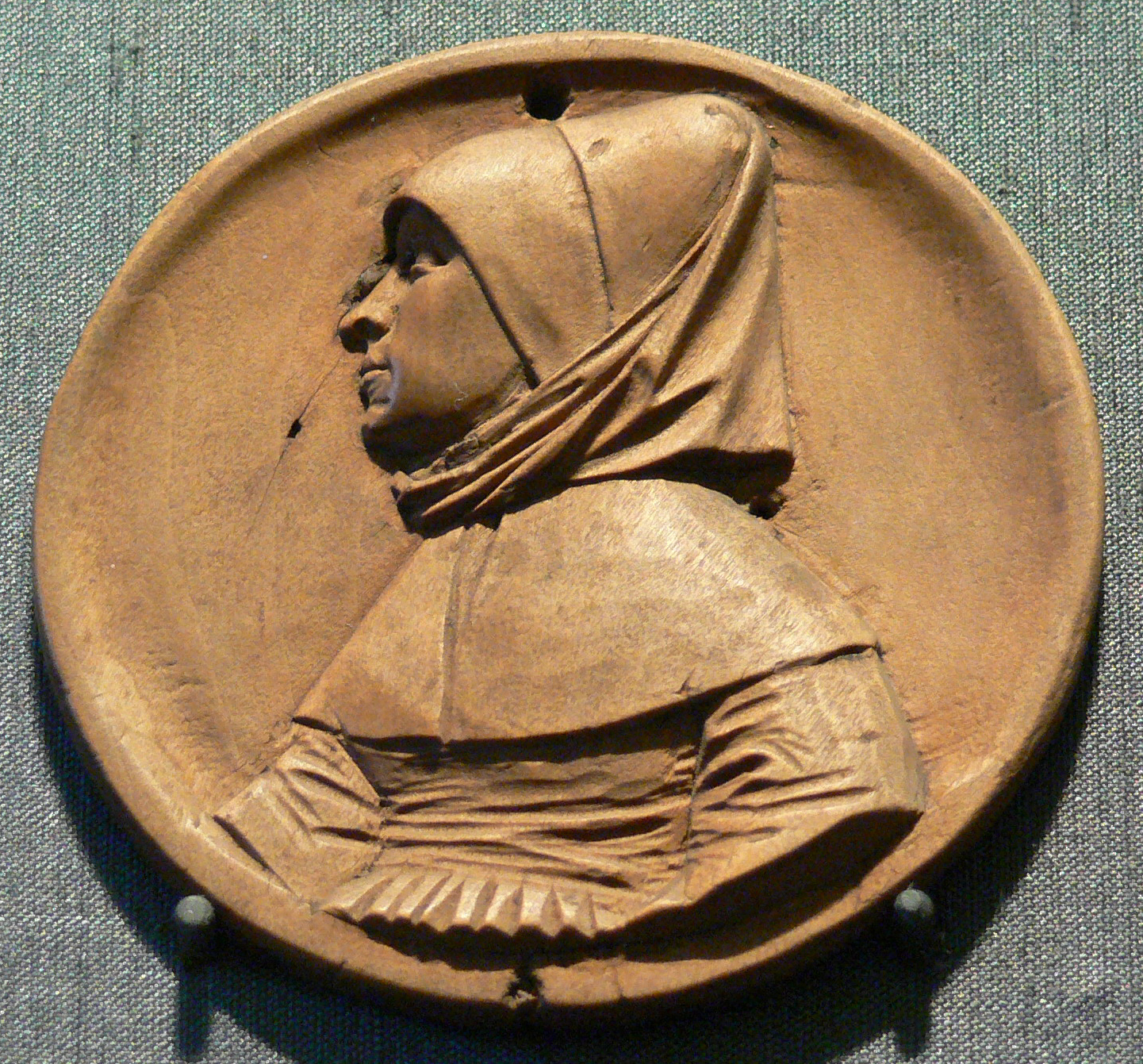
Žena, kolem 1520
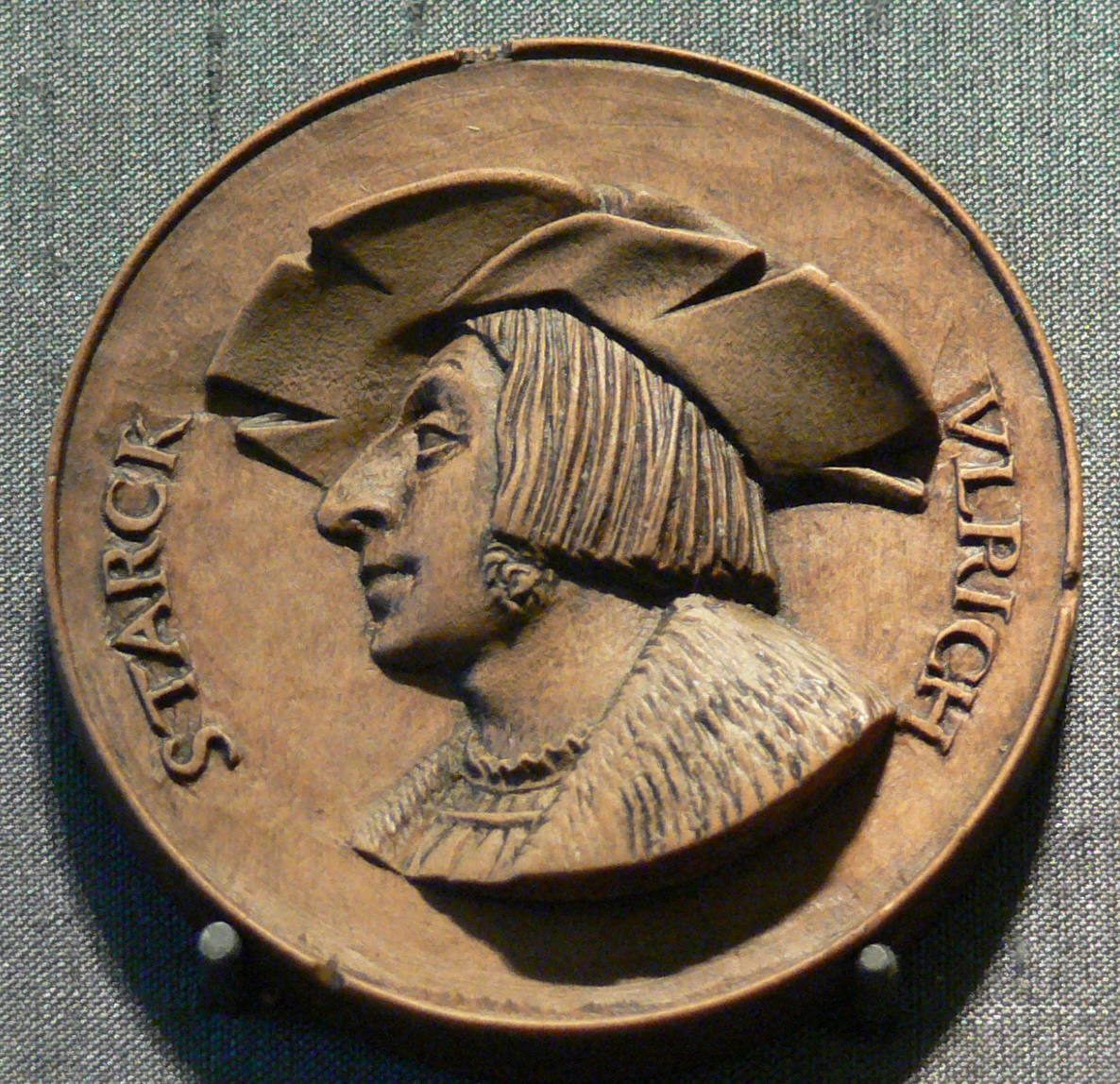
Ulrich Starck, asi 1519
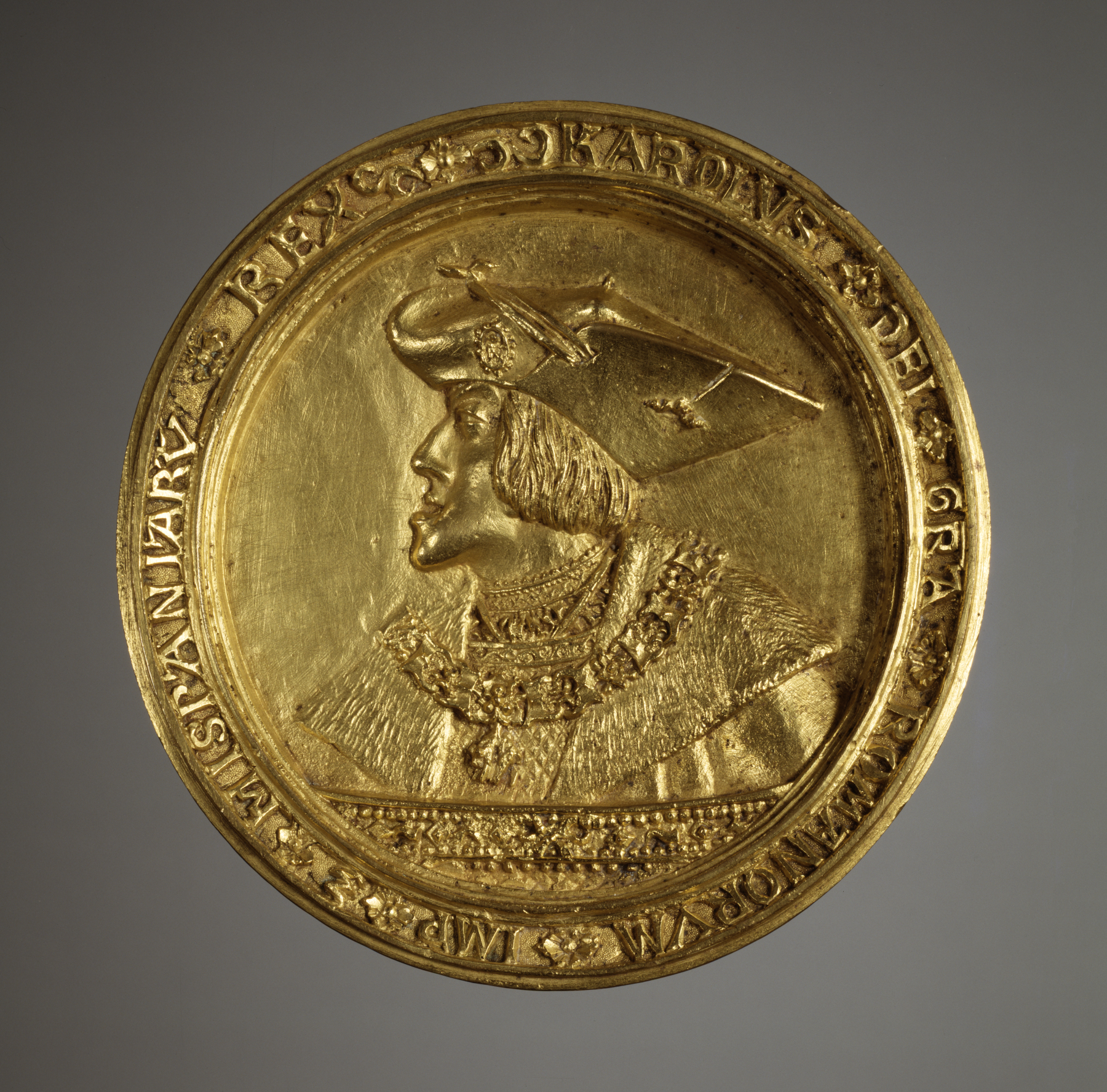
Král Karel V.
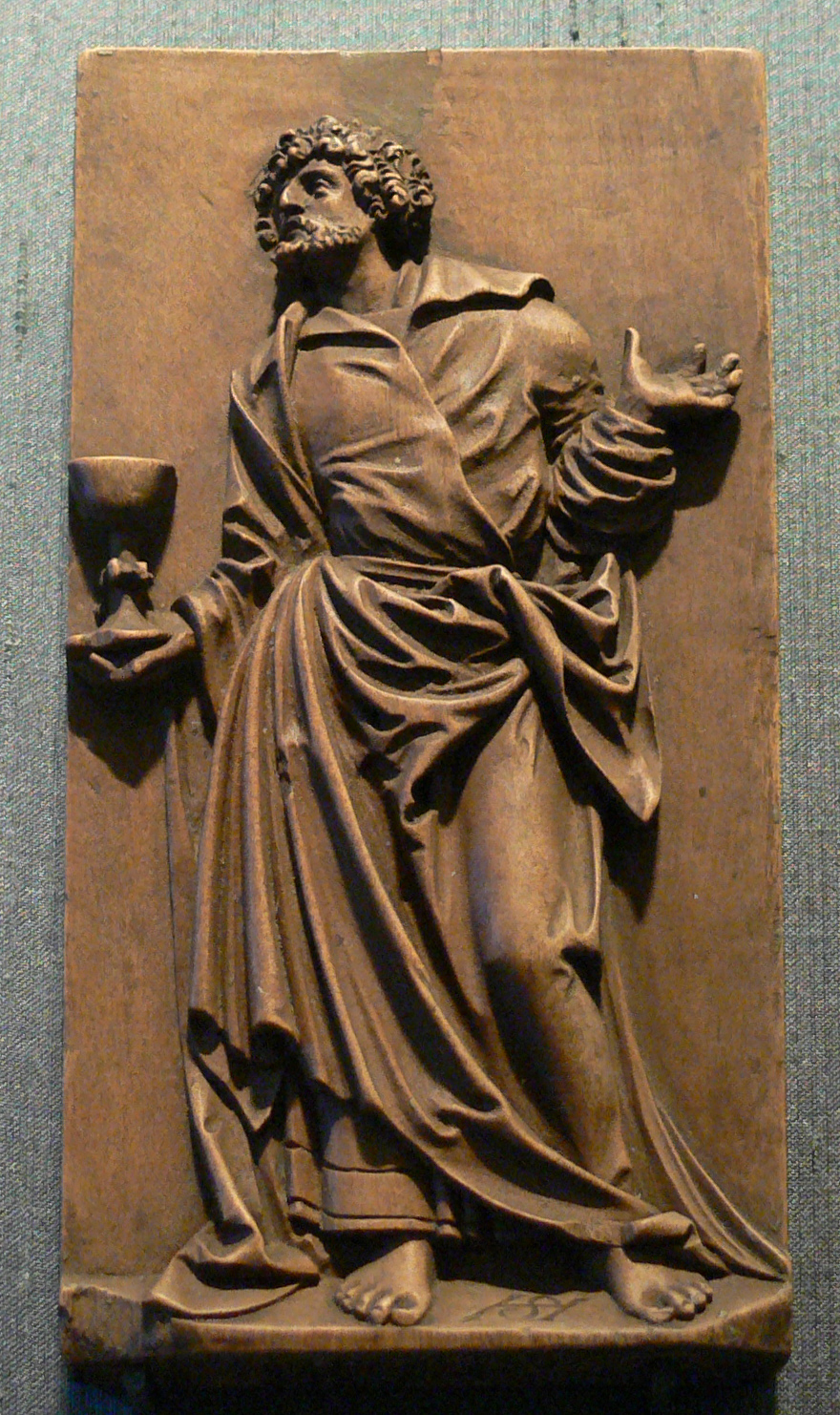
Sv. Jan, zlatnický model
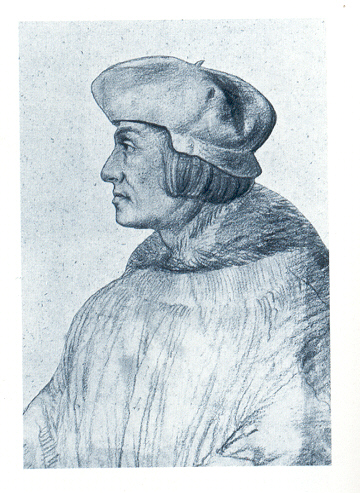
Melchior Pfintzing, kresba uhlem
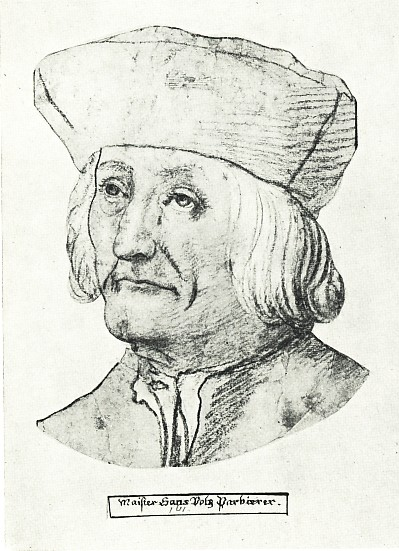
Mistr pěvec norimberský Hans Folz, asi 1520
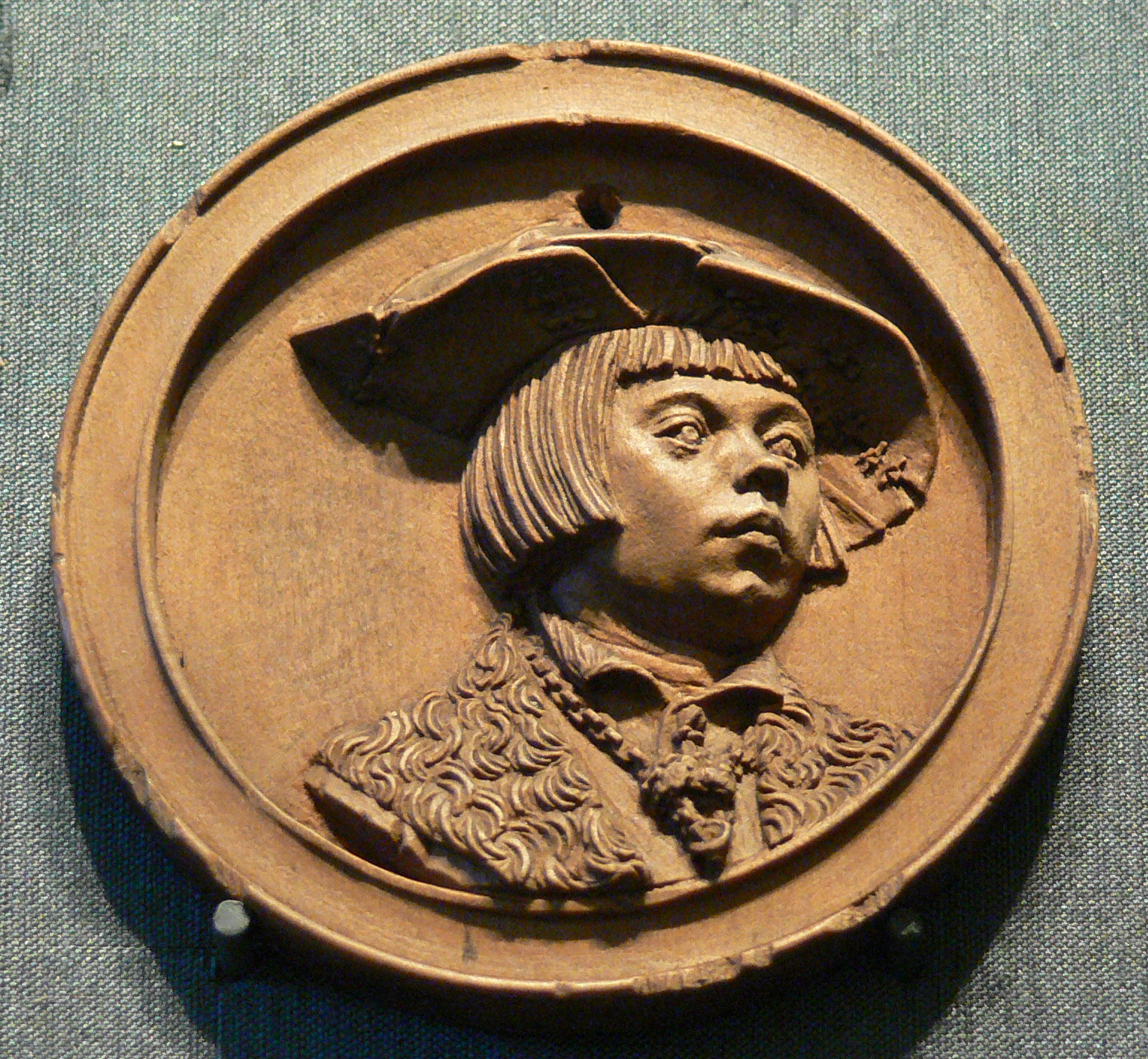
Neznámý muž, 1525–1530
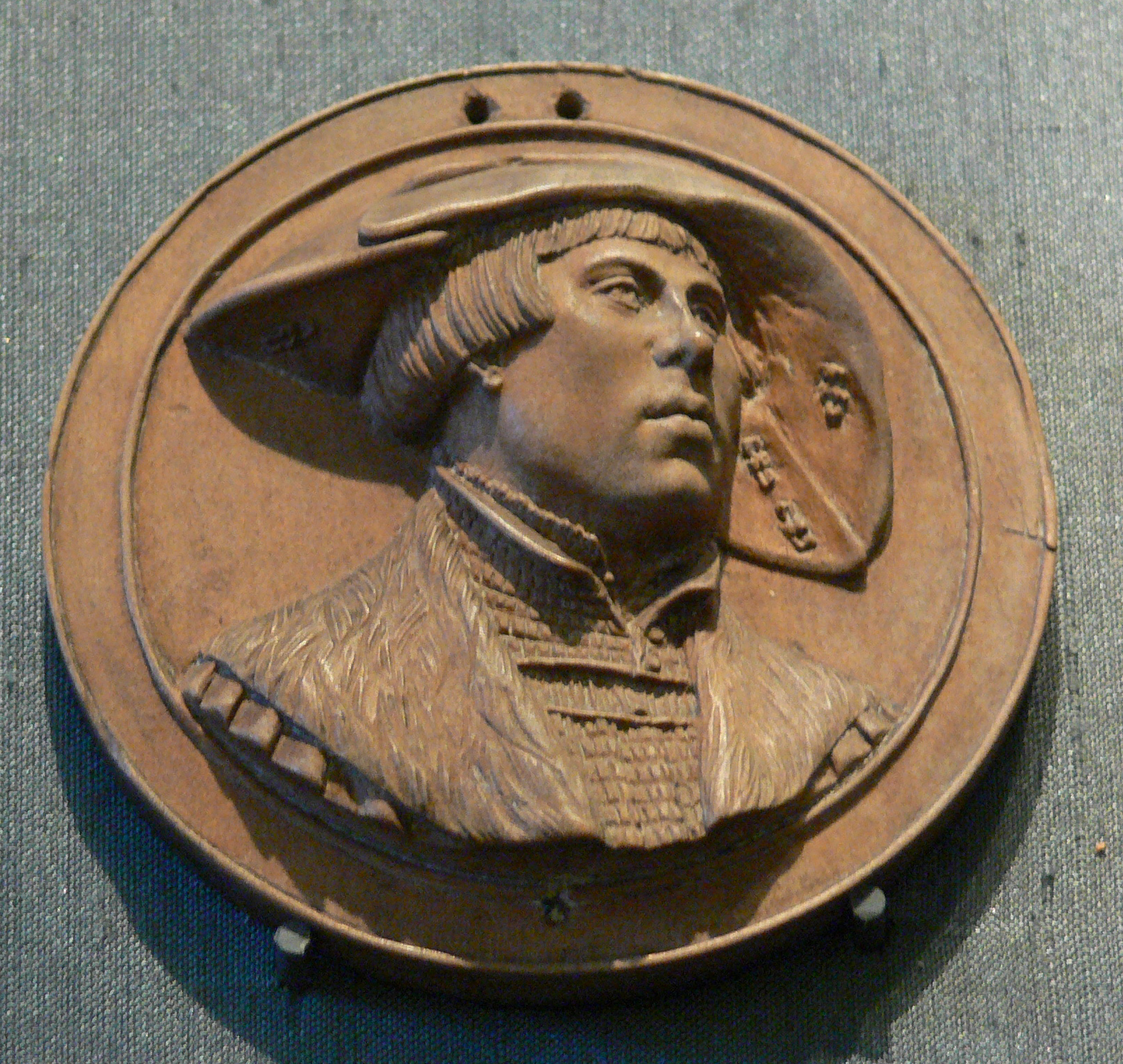
Pan von Born; 1525–1530